# 釜山九德运动场
釜山九德運動場（韓語：부산 구덕 운동장）是一个位於韓國釜山廣域市的綜合型體育場，目前多用於足球比賽。

## 历史
体育场最初在1928年落成，共能够容纳12349个观众席位。1959年7月17日發生67人死亡的踩踏事故，是梨泰院踩踏事故之前韓國死傷最慘重的踩踏事故。在1988年夏季奥林匹克运动会，该场地承办了足球的预选赛赛事。
体育场現時為K聯賽2球會釜山IPark的主場。